# Ed Harris (acteur)
Edward Allen (Ed) Harris (Englewood (New Jersey), 28 november 1950) is een Amerikaanse karakteracteur. Hij werd voor zijn rollen in zowel Apollo 13, The Truman Show, Pollock als The Hours genomineerd voor een Oscar. Meer dan tien andere filmprijzen kreeg hij daadwerkelijk toegekend, waaronder een Golden Globe (voor The Truman Show). In 2015 kreeg hij een ster op de Hollywood Walk of Fame.

## Levensloop
Harris won een sportbeurs voor de Columbia University maar verhuisde twee jaar later met het gezin naar Oklahoma waar hij drama ging studeren, na inmiddels zijn passie voor toneel te hebben ontdekt. Na een aantal succesvolle rollen in het plaatselijk theater verhuisde hij naar Los Angeles om af te studeren aan de California Institute of the Arts.
Zijn eerste belangrijke rol was als moordenaar in Borderline met Charles Bronson. In 1983 werd hij beroemd door zijn rol als NASA-astronaut John Glenn in The Right Stuff; in 1996 zou hij worden genomineerd voor een Oscar voor zijn rol als Gene Kranz in Apollo 13. In 1999 en 2001 volgden nominaties voor respectievelijk The Truman Show en Pollock. Pollock was tevens zijn regiedebuut.
Uit recente jaren dateren onder meer rollen in A History of Violence, Gone Baby Gone en National Treasure: Book of Secrets. Medio 2008 legt Harris de laatste hand aan Appaloosa, een western in klassieke stijl waarin hij met Viggo Mortensen de hoofdrol speelt en waarvan hij tevens de regisseur en gedeeld scriptschrijver is.
Harris is gehuwd met de actrice Amy Madigan en heeft een dochter.